# Las Aparicio
Las Aparicio est une telenovela mexicaine diffusée en 2010 par Cadenatres.

## Distribution
- Gabriela de la Garza : Alma Aparicio[1]
- Ximena Rubio : Mercedes Aparicio[2]
- Liz Gallardo : Julia Aparicio
- María del Carmen Farías : Rafaela Aparicio
- Plutarco Haza : Leonardo Villegas[3]
- Eduardo Victoria : Claudio
- Marco Treviño : Máximo Delacroix[4]
- Erik Hayser : Alejandro López Cano[5]
- Luciana Silveyra : Yolanda Bernal
- Lourdes Villarreal : Aurelia
- Eréndira Ibarra : Mariana
- Aurora Gil : Mara[6]
- Silvia Carusillo : Isabel[7]
- Manuel Balbi : Mauro
- Paulina Gaitán : Iliana
- Eva Sophía Hernández : Isadora
- Alexandra de la Mora : Karla
- Tania Angeles : Dany
- Nestor Rodulfo : Tomas
- Mario Pérez de Alba : Armando
- Román Walter : Jorge
- Johanna Murillo : Viviana
- Damián Alcázar : Hernán, père de Mariana[8]
- Raúl Méndez : Manuel
- Marianela Cataño : Lucia
- Oscar Olivares : Miguel
- Gabriel Chauvet : Rockero mutante 1
- Diego López : Rockero mutante 2
- Jorge Luis Moreno : Bruno
- Geraldine Zinat : Amelia Martínez
- Aida López : Rosario Miranda

## Diffusion internationale
| Pays    | Chaîne     | Titre        | Série première | Série final     |
| ------- | ---------- | ------------ | -------------- | --------------- |
| Mexique | Cadenatres | Las Aparicio | 19 avril 2010  | 15 octobre 2010 |